# Storabborrtjärnen (Svegs socken, Härjedalen)
Storabborrtjärnen är en sjö i Härjedalens kommun i Härjedalen och ingår i Ljusnans huvudavrinningsområde.